# Humberto de Vargas
Humberto Gerardo Vitureira Paz, conocido por su nombre artístico Humberto de Vargas (Montevideo, 31 de julio de 1962), es un presentador de televisión, locutor de radio, actor y cantante uruguayo.

## Carrera
Fue hijo de la actriz de radio y teatro Marisa Paz y del periodista Humberto Vitureira, más conocido como Humberto De Feo. Comenzó su carrera artística a muy temprana edad. En 1969, a la edad de siete años, participó en el radioteatro El padre Vicente, interpretando a la versión infantil del protagonista, el cual era interpretado por Berto Fontana.
A fines de la década de 1970 obtuvo el segundo lugar en El Millonario un concurso televisivo de canto y se convirtió en una presencia habitual en la pantalla de Canal 10, donde condujo el programa La revista estelar, que estaría en el aire hasta 1996.  En 1983 incursionó en el teatro, formando parte del elenco de una puesta de Muerte de un viajante, trabajo por el que obtuvo el premio Florencio a la revelación.
En 2001 interpretó el papel de Werner Heisenberg en la obra teatral Copenhague, por el que obtuvo el premio Florencio como mejor actor. En 2004 formó parte del elenco de la película Alma Mater de Álvaro Buela, y a partir de ese año condujo el programa Desafío al corazón, cuya grabación en 2006 desembocó en la Tragedia de Young.
En 2008 condujo ¿Qué dice la gente?, primera adaptación uruguaya del formato estadounidense Family Feud.  En febrero de 2010 se estrenó en la conducción del programa matutino Arriba gente, y en mayo de ese año comenzó a conducir el programa Vivila otra vez junto a María Inés Obaldía, quien se mantuvo en el rol hasta 2019. En los años 2011 y 2012 participó en las dos temporadas de la telenovela Porque te quiero así interpretando el papel de Rubens Robaina.
En 2012 protagonizó el papel de Rodolfo en la película 3, de Pablo Stoll, considerada su consagración como actor. En 2017 protagonizó El violinista en el tejado, musical de Boradway dirigido en Uruguay por Nacho Cardozo. Por su actuación fue galardonado con premio Florencio a mejor actor de comedia. En Radio Carve condujo Como el primer día.
En octubre de 2021, Canal 10 anunció que Vargas estaría fuera del aire debido a la crisis personal y familiar, y en marzo de 2022 se confirmó que dejaría de conducir Arriba gente, que continuaría a cargo de Lorena Bomio, Magdalena Correa y Verónica Chevalier. Ese año participó en la serie de Amazon Prime Video, Porno y helado.
En 2022 se retiró de la conducción de Vivila otra vez y dio por finalizado su vínculo laboral con Canal 10, del cual formaba parte desde 1982, siendo el comunicador con mayor antigüedad y la voz institucional de la cadena. En febrero de 2023 se anunció su regreso a los medios a través de la señal VTV. El viernes 17 se incorporó al programa vespertino Día a día, con una columna semanal de archivo sobre momentos pasados de la televisión, y estrenó VTV al día, un programa noticiero semanal.
Asimismo, el miércoles 15 de marzo reemplazó a Nicolás González Blanc en la conducción de la edición del mediodía de VTV Noticias junto a Natalia Gemelli. En diciembre presentó los especiales televisivos de Navidad y Año Nuevo de VTV. Desde marzo de 2024, es coconductor de VTV Noticias Edición Central además de ser conductor de la Edición Mediodía.  En junio de 2024, fue desvinculado abruptamente de VTV. 

## Trayectoria

### Televisión
| Año       | Título                          | Canal              | Rol                |
| --------- | ------------------------------- | ------------------ | ------------------ |
| 1982-1996 | La revista estelar[26]          | Canal 10           | Conductor          |
| 2004-2008 | Desafío al corazón[27]          | Canal 10           | Conductor          |
| 2008      | ¿Qué dice la gente?[8]          | Canal 10           | Conductor          |
| 2010-2022 | Arriba gente[15]                | Canal 10           | Conductor          |
| 2010-2022 | Vivila otra vez[28]             | Canal 10           | Conductor          |
| 2021      | La mañana en casa               | Canal 10           | Coconductor        |
| 2023-2024 | Día a día                       | VTV                | Columnista         |
| 2023-2024 | VTV al día                      | VTV                | Conductor          |
| 2023-2024 | Todo Uruguay                    | VTV                | Conductor          |
| 2023-2024 | VTV Noticias - Edicion Mediodia | VTV                | Coconductor        |
| 2024      | VTV Noticias - Edición Central  | VTV                | Coconductor        |
| Ficciones |                                 |                    |                    |
| Año       | Título                          | Canal              | Personaje          |
| 2007      | Piso 8                          | Canal 10           | Doctor; 1 episodio |
| 2011-2012 | Porque te quiero así[29]        | Canal 10           | Rubens Robaina     |
| 2012      | Somos                           | Canal 10           |                    |
| 2022      | Porno y helado[30]              | Amazon Prime Video | Sergio Vieira      |

### Cine
| Año  | Título         | Director        | Personaje |
| ---- | -------------- | --------------- | --------- |
| 2004 | Alma mater[31] | Álvaro Buela    | Jorge     |
| 2012 | 3[32]          | Pablo Stoll     | Rodolfo   |
| 2023 | Oliva          | Luciano Leyrado | Salvador  |

### Teatro
| Año       | Título                         | Dirección       |
| --------- | ------------------------------ | --------------- |
| 1983      | Muerte de un viajante[4]       |                 |
| 1993      | Ópera do malandro[3]           | Omar Varela     |
| 2001      | Copenhague[6]                  | Jorge Denevi    |
| 2016      | Sangre en los tacones[33]      | Él mismo        |
| 2017-2018 | El violinista en el tejado[34] | Ignacio Cardozo |
| 2020      | La verdad[35]                  | Mario Morgan    |

## Vida privada
A finales de la década del '80 mantuvo un romance con la argentina Verónica Lavalle, entonces desconocida para el público uruguayo. De Vargas asegura haber sido un pilar fundamental, no solo de su radicación en el país, sino de su inserción en los medios. Además, se atribuyó la creación del eslogan que popularizara la dama de los horóscopos: "En la vida hay dos destinos y uno depende de usted". 
Estuvo casado con la periodista Laura Daners, con quien tuvo una hija, Josefina. En 1999 contrajo matrimonio con Rosy Alhadeff a quien había conocido hacía tres años. El matrimonio tuvo dos hijos, Facundo y Sofía; se divorció en 2020.
En 2021 confesó padecer depresión, debido a una crisis familiar derivada del divorcio con Rosy Alhadeff.

## Controversias
En la madrugada del 12 de julio de 2022 fue arrestado por la Policía Nacional tras conducir alcoholizado por la Avenida Italia de Montevideo, y por desacato al intentar darse a la fuga y escupir, amenazar y agredir a los oficiales al momento del arresto. Se inició una investigación en fiscalía para determinar los hechos; el Juzgado de Faltas dispuso que se le otorgara la libertad y lo citó a audiencia el día 21 de julio. Por su parte, como primera medida, Canal 10 decidió levantar del aire la emisión de Vivila otra vez correspondiente al domingo 17. El 4 de agosto, el Juzgado de Faltas de 2° Turno determinó una pena de 18 días de trabajos comunitarios.  A mediados del mes se anunció que la cadena había resuelto desvincular definitivamente a De Vargas.